# Bilinga

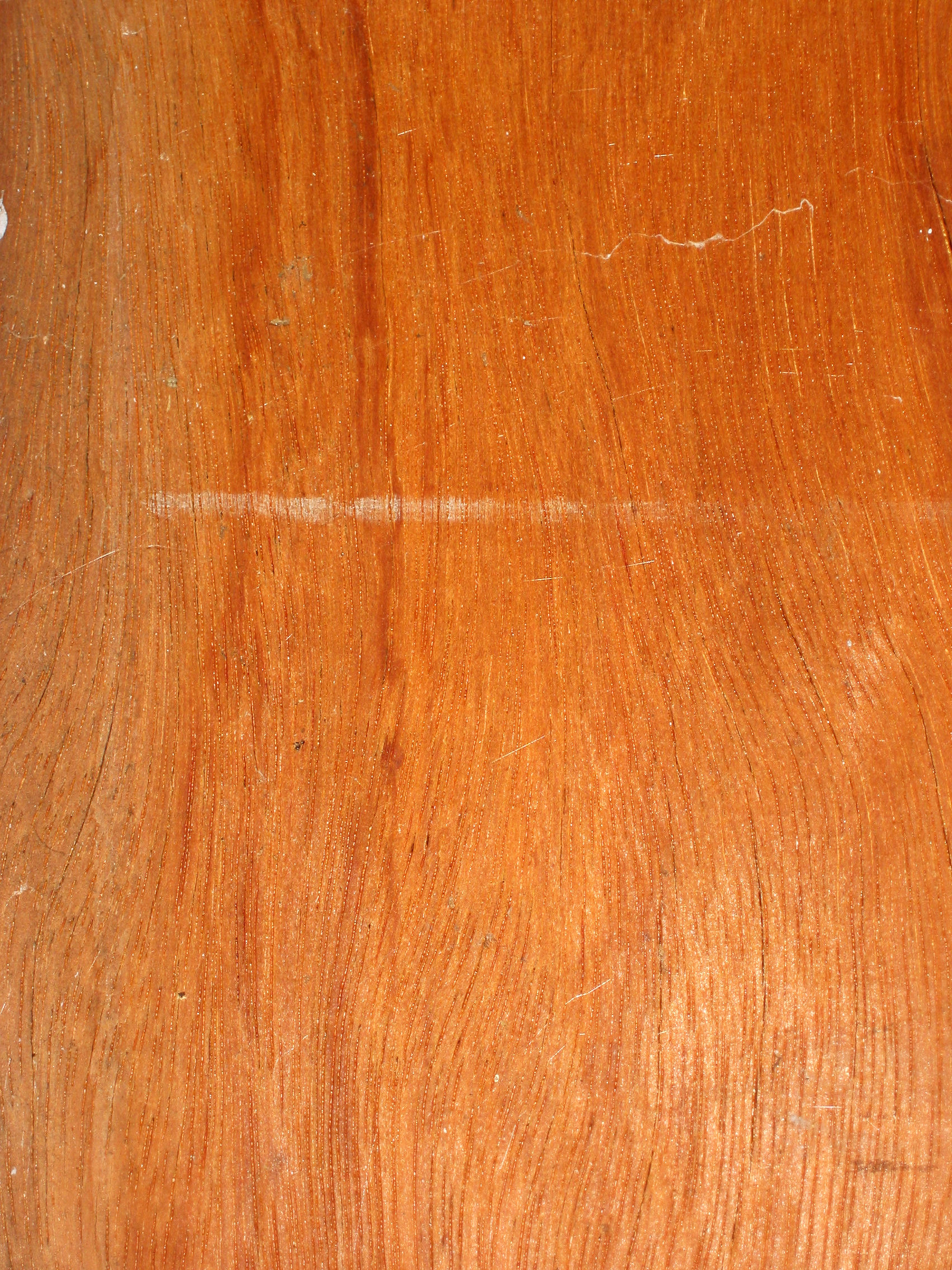
Bilinga

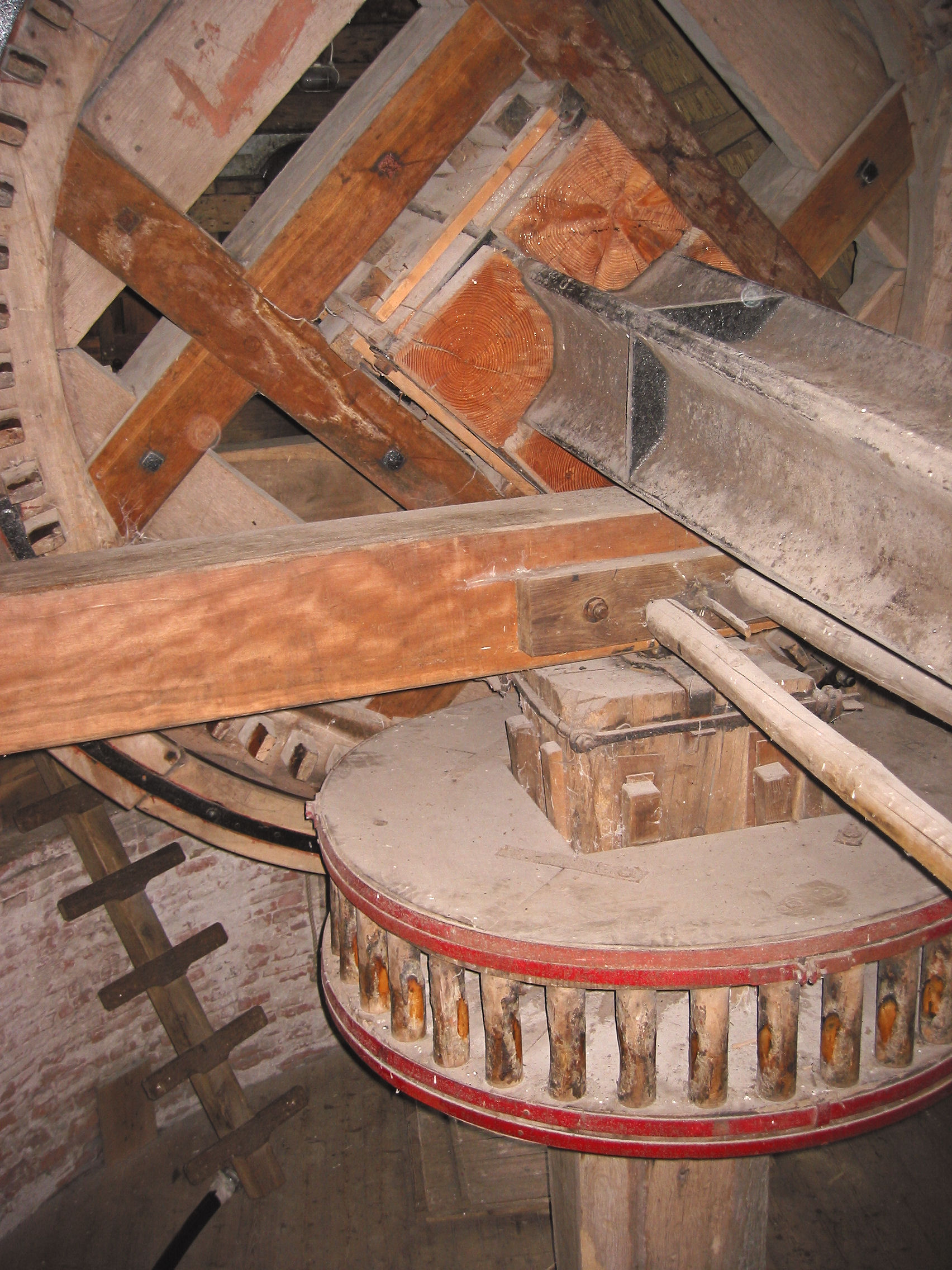
Korenmolen: De Hoop - Balk van bilinga (lange spruit).

Bilinga is een houtsoort, met een bijna gouden kleur. Het wordt geleverd door bomen in tropisch West-Afrika van het geslacht Nauclea, in de Sterbladigenfamilie (Rubiaceae). In België wordt het ook wel verhandeld onder de naam Opepe. 
Het hout is kruisdradig. Het is geneigd tot haarscheurtjes.
Het wordt soms nog gebruikt voor zware constructies in molens en voor constructies die weer en wind moeten doorstaan zoals sluisdeuren en palen waar schepen tegenaan kunnen varen (dukdalven, remmingwerken e.d.). Ook wordt het in lichtere constructies, zoals pergola's en in binnenwerk toegepast. Tevens is het geschikt voor parket. 